# Sphaeralcea reflexa
Sphaeralcea reflexa är en malvaväxtart som beskrevs av P.A. Fryxell, J. Valdés Reyna och J.A. Villarreal Q.. Sphaeralcea reflexa ingår i släktet klotmalvor, och familjen malvaväxter. Inga underarter finns listade i Catalogue of Life.